# Camille Barbaud
Camille Henri Émile Alphonse Barbaud (* 14. Juli 1900 in Gien; † 16. Dezember 1996 in Montmorency) war ein französischer Langstreckenläufer.
1924 gehörte er bei den Olympischen Spielen in Paris zum französischen Team, das Vierter im 3000-Meter-Mannschaftslauf wurde. Er selbst lieferte mit einem 19. Platz ein Streichresultat ab.